# 八幡海岸通
八幡海岸通（やわたかいがんどおり）は、千葉県市原市の市原地区にある大字。郵便番号は290-0067。

## 概要
この大字は埋め立て地である。

## 地理
北と西は東京湾、東は千葉市中央区新浜町と村田町、南は八幡と五所と接している。

## 地価
2016年の公示地価によると千葉県市原市八幡海岸通47番で23,900（円/m2）である。

## 世帯数と人口
2022年4月1日現在の世帯数と人口は以下の通りである。
| 大字       | 世帯数  | 人口  |
| ---------- | ------- | ----- |
| 八幡海岸通 | 287世帯 | 450人 |

## 学区
市立小学校・市立中学校及び県立高等学校の通学区域は以下の通りである。
| 大字       | 番地 | 小学校             | 中学校             | 県立高校 |
| ---------- | ---- | ------------------ | ------------------ | -------- |
| 八幡海岸通 | 一部 | 市原市立八幡小学校 | 市原市立八幡中学校 | 第9学区  |
| 八幡海岸通 | 一部 | 市原市立五所小学校 | 市原市立八幡中学校 | 第9学区  |
| 八幡海岸通 | 一部 | 市原市立白金小学校 | 市原市立若葉中学校 | 第9学区  |

## 交通

### 鉄道
- 京葉臨海鉄道（貨物線）京葉市原駅
- 客扱駅はないが、最寄り駅は八幡宿駅である。

### バス
- 運行会社と営業所は小湊鉄道塩田営業所、最寄りバス停は三井造船前（市原埠頭）などで、路線は以下の通りである[9]。

| 系統 | 経由         | 行き先       | 参考 |
| ---- | ------------ | ------------ | ---- |
| 八04 |              | 八幡宿駅東口 |      |
| 八03 | 八幡宿駅東口 | 労災病院     |      |

### 道路
- 国道16号

## 施設
- 市原警察署
- 三井製糖千葉工場
- 富士電機千葉工場
- 古河電工
- 三井造船千葉事務所、千葉造船工場
- 不二サッシ千葉工場